# (36444) Clairblackburn
(36444) Clairblackburn est un astéroïde de la ceinture principale découvert en 2000.

## Description
(36444) Clairblackburn a été découvert le 1er août 2000 à l'observatoire interaméricain du Cerro Tololo, un observatoire astronomique professionnel situé dans le désert d'Atacama, au Nord du Chili, par Marc William Buie.

### Caractéristiques orbitales
L'orbite de cet astéroïde est caractérisée par un demi-grand axe de 2,27 ua, un périhélie de 1,99 ua, une excentricité de 0,13 et une inclinaison de 5,27° par rapport à l'écliptique. Du fait de ces caractéristiques, à savoir un demi-grand axe compris entre 2 et 3,2 ua et un périhélie supérieur à 1,666 ua, il est classé, selon la JPL Small-Body Database, comme objet de la ceinture principale.

### Caractéristiques physiques
(36444) Clairblackburn a une magnitude absolue (H) de 15,4 et un albédo estimé à 0,041.